# Сант'Антиоко
Сант'Антиоко (итал. Sant'Antioco) је насеље у Италији у округу Карбонија-Иглесијас, региону Сардинија.
Према процени из 2011. у насељу је живело 10997 становника. Насеље се налази на надморској висини од 28 м.

## Становништво
Према резултатима пописа становништва 2011. у општини је живело 11.496 становника.
| 1931. | 1936. | 1951. | 1961.  | 1971.  | 1981.  | 1991.  | 2001.  | 2011.  |
| ----- | ----- | ----- | ------ | ------ | ------ | ------ | ------ | ------ |
| 6.564 | 6.774 | 9.816 | 10.993 | 11.313 | 12.404 | 12.313 | 11.730 | 11.496 |